# Mmeya
Mmeya est une ville du Botswana.